# Stromnetz Berlin

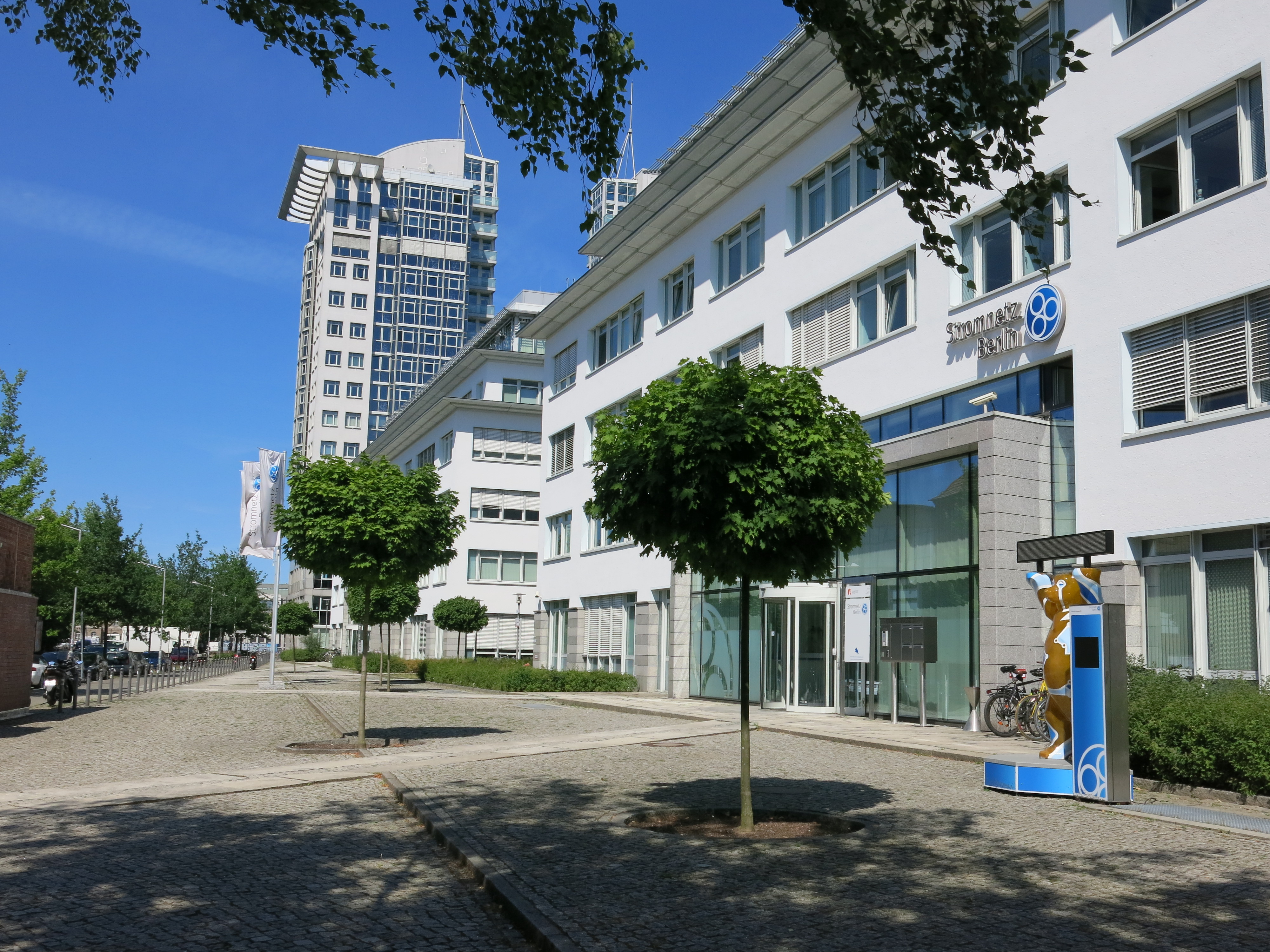
Verwaltung von Stromnetz Berlin

Die Stromnetz Berlin GmbH ist ein deutscher Verteilnetzbetreiber mit Sitz Berlin. Das mittelbar landeseigene Unternehmen ist Eigentümer und Betreiber des Berliner Stromnetzes. Es ist verantwortlich für Anschlüsse, Betrieb, Erhalt, Nutzung und Ausbau des Netzes sowie für die Bereitstellung und Ablesung der Stromzähler.

## Geschichte
1884 mit dem Namen Städtische Electricitäts-Werke (A. G. StEW) als privatwirtschaftliche Gesellschaft gegründet, wurde sie 1915 verstaatlicht. Im Jahr 1923 entstand der Name Berliner Städtische Elektrizitätswerke Akt.-Ges. (Bewag) für die Betreibergesellschaft.
1948 wurde die Bewag mit der deutschen Teilung ebenfalls in einen West- und einen Ostteil gespalten. Nach der deutschen Wiedervereinigung wurden beide Gesellschaften 1990 wieder miteinander verschmolzen.
1997 wurde die Mehrheit der Bewag von Veba, Viag und Southern Energy übernommen und damit wieder privatisiert. 2001 wurde sie von E.ON an Vattenfall weiterverkauft. 2006 wurde das Übertragungsnetz abgespalten (heute: 50Hertz Transmission), 2008 wurden Kundenservice und Vertrieb in andere Tochterunternehmen ausgelagert. Nach mehreren weiteren Namensänderungen wurde die Vattenfall Europe Distribution Berlin GmbH 2013 umbenannt in Stromnetz Berlin GmbH.
Nach dem Volksentscheid über die Rekommunalisierung der Berliner Energieversorgung im Jahr 2013 verhandelte Berlin mit Vattenfall über eine Rekommunalisierung der Energienetze und kaufte die Gesellschaft im Jahr 2021 wieder zurück. Unmittelbarer Alleingesellschafter ist durch Kaufvertrag vom 23. Juni 2021 mit wirtschaftlicher Rückwirkung auf den 1. Januar 2021 die landeseigene strategische Beteiligungsholding BEN Berlin Energie und Netzholding GmbH.